# Hermann Silberschmidt

Hermann Silberschmidt

Ernst Hermann Silberschmidt (* 9. Oktober 1866 in Mühlbock, Kreis Züllichau-Schwiebus; † 3. Dezember 1927 in Berlin) war ein deutscher Politiker (SPD).

## Leben und Wirken
Silberschmidt war der Sohn eines Maurers und Häuslers. Von 1873 bis 1881 besuchte er die Dorfschule in Mühlbock. Anschließend wurde er von 1881 bis 1883 in Schwiebus zum Maurer ausgebildet. Ab 1885 arbeitete er als Maurer in Berlin. Als junger Mann trat Silberschmidt 1887 der Sozialdemokratischen Partei Deutschlands (SPD) bei. Daneben betätigte er sich auch in der Maurergewerkschaft. Silberschmidt beteiligte sich an der Gründung des Zentralverbandes der Maurer Deutschlands, in dem er über lange Jahre hinweg Ausschussmitglied war. Ab 1893 war er Leiter der Maurerorganisation in Brandenburg und Gauvorsitzender des Deutschen Bauarbeiterverbandes. 1898 wurde Silberschmidt Sekretär des Zentralverbandes der Maurer.
Bei der Reichstagswahl vom Januar 1912 wurde Silberschmidt als Kandidat seiner Partei für den Wahlkreis Magdeburg 6 (Wanzleben) in den Reichstag des Kaiserreiches gewählt, dem er bis zum Zusammenbruch der Monarchie im November 1918 angehörte. Zu den herausragenden parlamentarischen Ereignissen, an denen Silberschmidt in dieser Zeit Anteil hatte, zählte die Verabschiedung der Kriegskredite zur Finanzierung des Ersten Weltkrieges im August 1914 und die Verabschiedung der Friedensresolution des Reichstages 1917. Im Parlament tat sich Silberschmidt insbesondere durch sein Engagement für den Ausbau der Sozialgesetzgebung hervor.
Im September 1912 wurde Silberschmidt in den Vorstand der SPD gewählt. 1913 wurde er Mitglied des Vorstandes des Deutschen Bauarbeiter-Verbandes und Mitglied der Generalkommission der Gewerkschaften Deutschlands. 1914 wurde Silberschmidt in die Stadtverordnetenversammlung von Berlin gewählt.
Vom Januar 1919 bis Juni 1920 gehörte Hermann Silberschmidt der Weimarer Nationalversammlung als Vertreter des Wahlkreises 12 (Magdeburg) an.

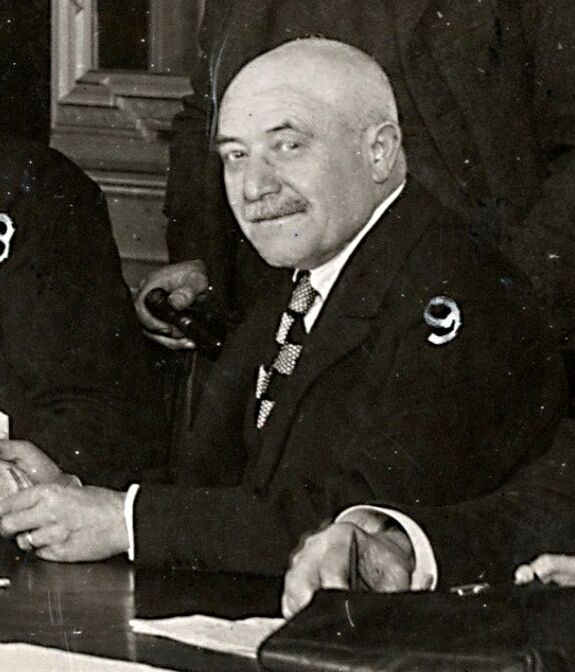
Hermann Silberschmidt (1921)

Bei der ersten Reichstagswahl der Weimarer Republik im Juni 1920 wurde Silberschmidt als Kandidat seiner Partei für den Wahlkreis 10 (Magdeburg) ins Parlament gewählt, dem er in der Folge bis zu seinem Tod im Dezember 1927 angehörte. Daneben war er vom Juli 1919 bis zu seinem Tod Mitglied des Allgemeinen Deutschen Gewerkschaftsbundes (ADGB).
Am 27. Januar 1931 erhielt in Berlin-Prenzlauer Berg in der neu errichteten Wohnstadt Carl Legien ein bis dahin unbebauter Teil der Zelterstraße den Namen Silberschmidtweg. Dieser wurde am 10. Juli 1933 in Dixmuidenweg und in Langemarckstraße umbenannt. Im Jahre 1945 wurde die Namensänderung für kurze Zeit wieder rückgängig gemacht. 1952 erfolgte die Umbenennung der Langemarckstraße in Küselstraße nach dem kommunistischen Widerstandskämpfer Erich Küsel (1903–1942).